# Primovula
Primovula là một chi động vật thân miềm chân bụng sống ở biển trong họ Ovulidae.

## Phân bố
Các loài trong chi này phân bố trong khu vực từ vĩ độ 30.3° Nam đến vĩ độ 34.43° Bắc, từ kinh độ 30.75° đến 153.26°. Chúng sống trong vùng nước nông ở độ sâu từ 20 - 140m và nhiệt độ nước vào khoảng 23.3 đến 26.88 °C.

## Các loài
- Primovula astra (Omi & Iino, 2005)
- Primovula beckeri (Sowerby III, 1900)
- Primovula fulguris (Azuma & Cate, 1971)
- Primovula panthera (Omi, 2008)
- Primovula roseomaculata (Schepman, 1909)
- Primovula rosewateri (Cate, 1973)
- Primovula santacarolinensis (Cate, 1978)
- Primovula tadashigei (Cate, 1973)
- Primovula tropica (F. A. Schilder, 1931)
- Primovula uvula (Cate, 1978)[3]